# Heikese kerk
De Sint-Dionysiuskerk is een katholieke kerk in Tilburg, gewijd aan de heilige Dionysius van Parijs. In de volksmond staat de kerk bekend als Heikese kerk om zo verwarring met een gelijknamige kerk in de wijk 't Goirke te voorkomen. De naam Heike verwijst naar de herdgang 't Heike ten zuiden van het centrum, waar zich een schuurkerk bevond die als parochiekerk de voorganger was van de huidige kerk. Het huidige kerkgebouw stamt uit 1838 en maakt deel uit van parochie De Goede Herder. 

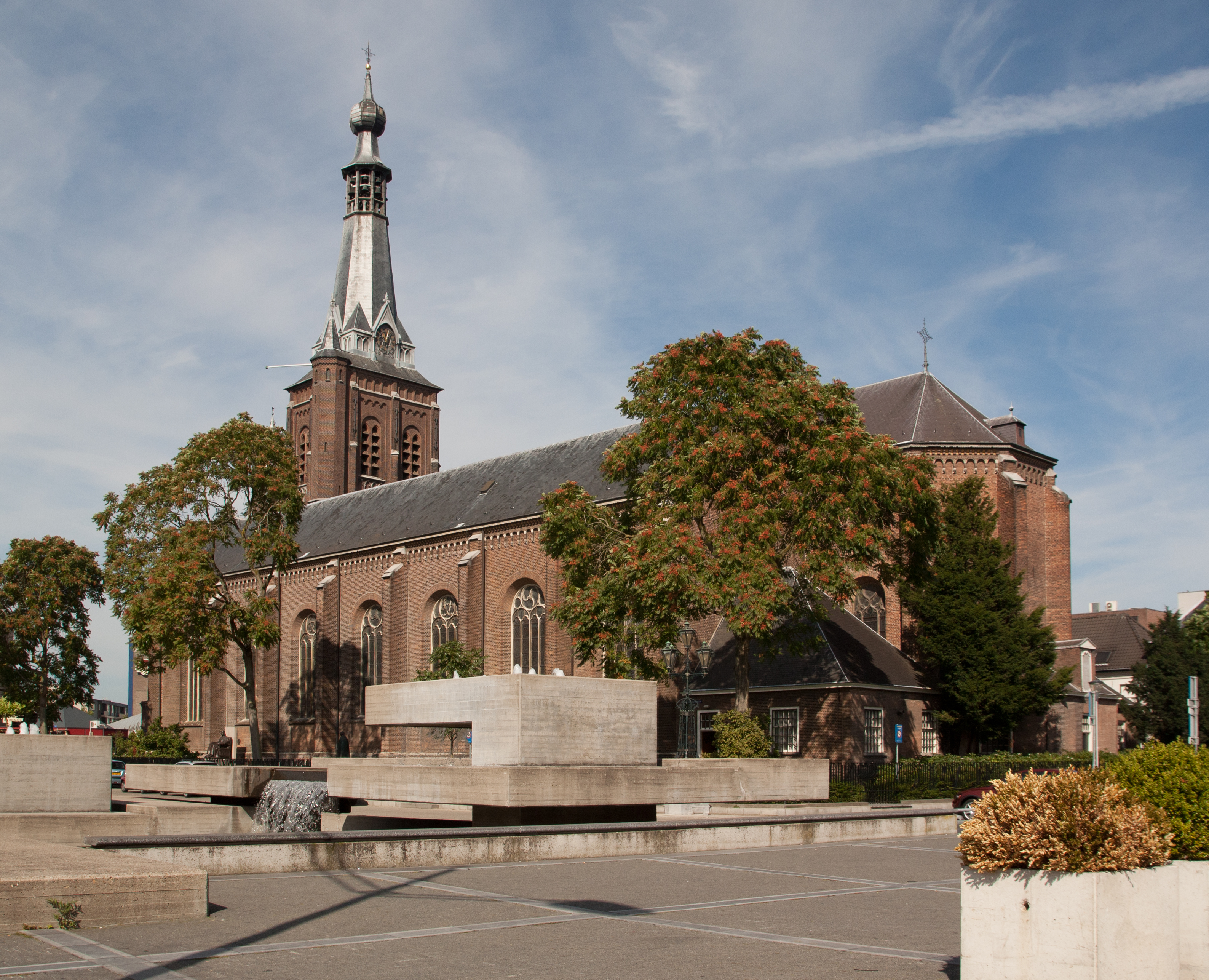
"Waterstaat"-schip en toren v. zuidoosten

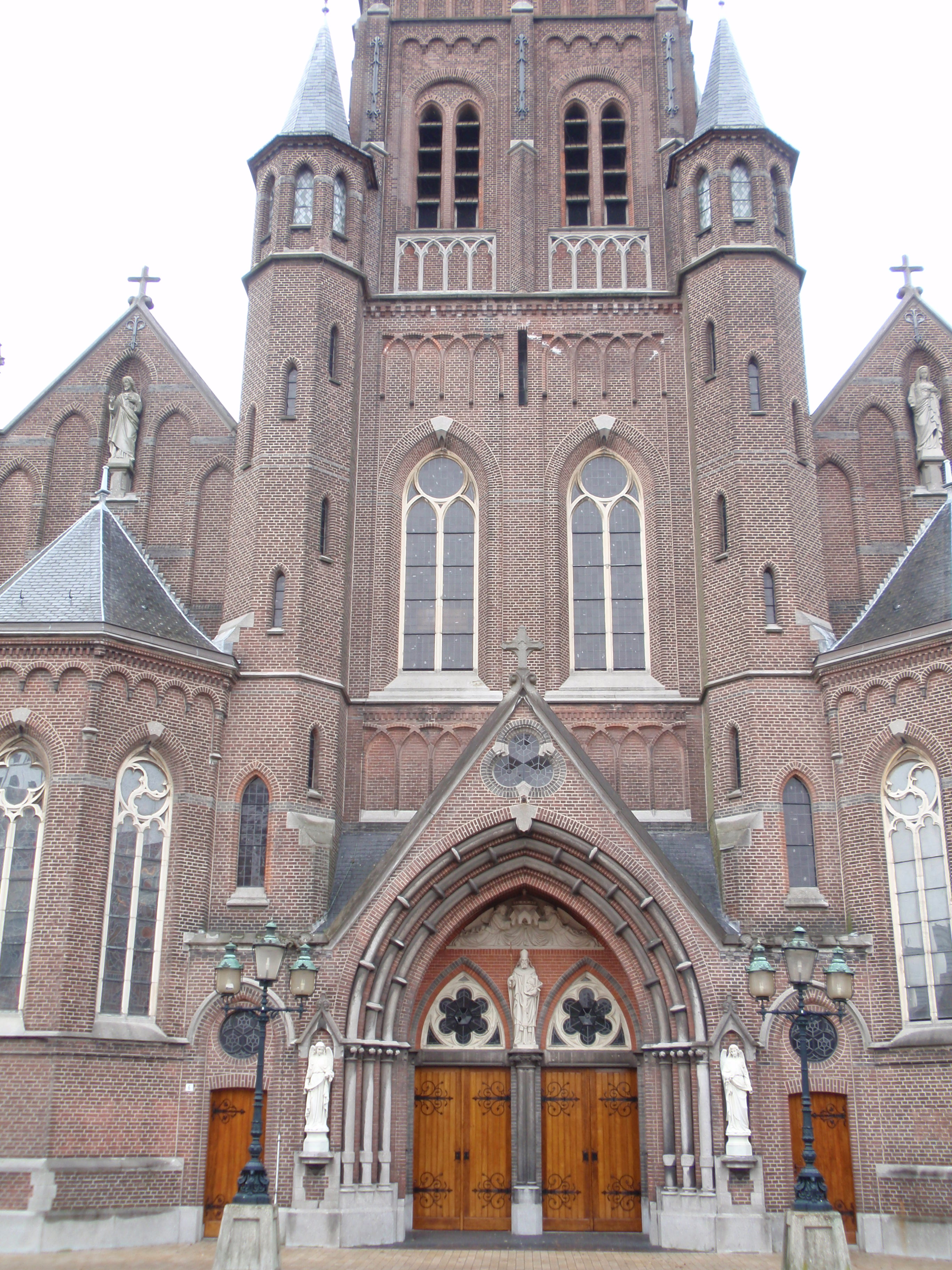
Neogotische verbouwing van de westgevel

## Geschiedenis

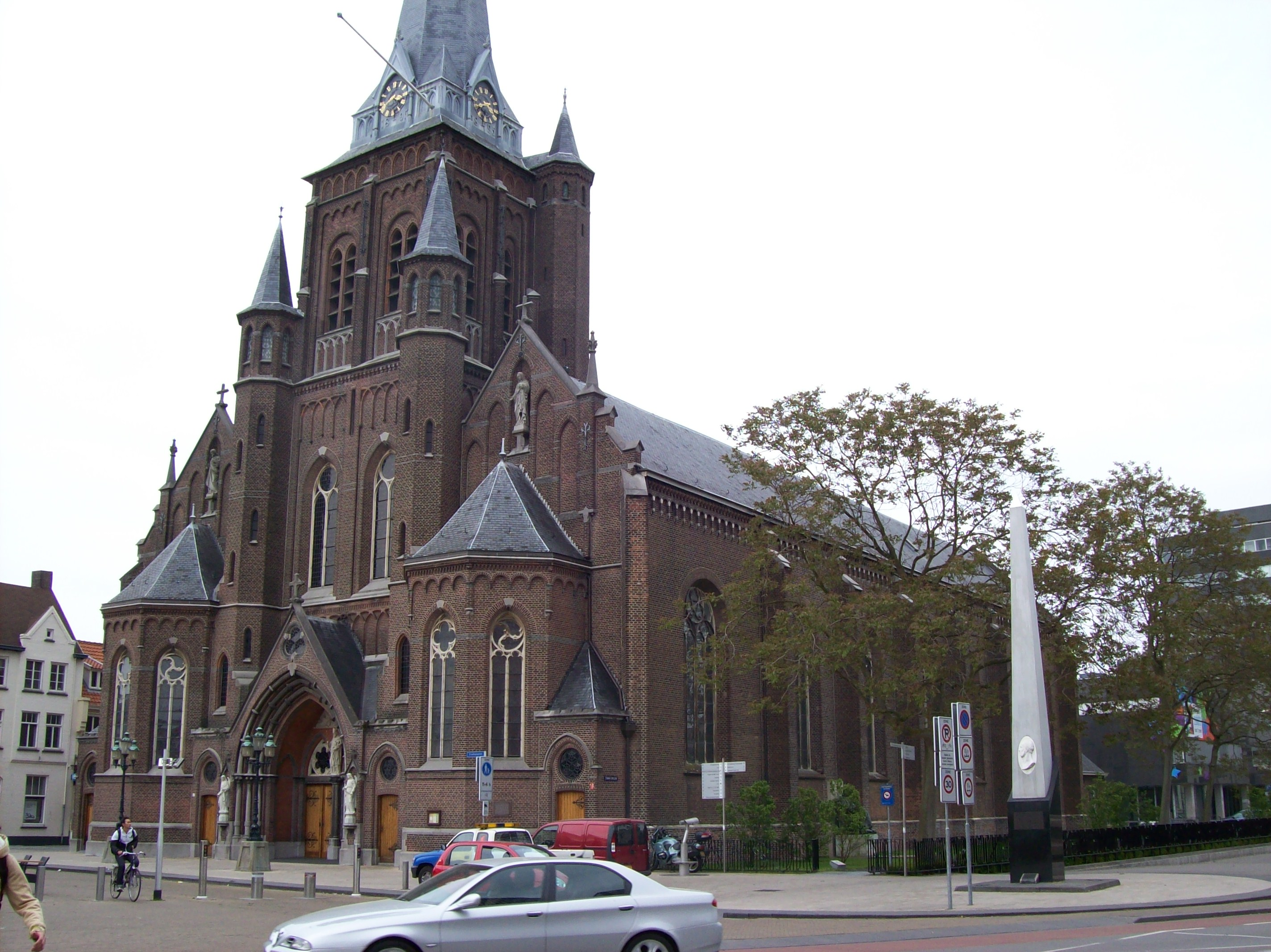
Westgevel en schip vanuit het zuidwesten

Van de oudste geschiedenis van de Tilburgse parochie is weinig bekend. Er bestond een parochie West-Tilburg die ongeveer betrekking had op het huidige Tilburg. Op 18 januari 1232 schonk Hertog Hendrik I van Brabant de patronaatsrechten van deze kerk aan de Abdij van Tongerlo. Vermoedelijk is de keuze voor Dionysius als patroonheilige van nog oudere datum en wijst mogelijk op Karolingische oorsprong. Vóór de vestiging van de Brabantse invloed namelijk was er sprake van een aantal wereldlijke heren, vaak met de naam Giselbert van Tilburg, die het patronaatsrecht in handen hadden.
In 1242 wordt melding gemaakt van Frater Johannes, persona de Westilborch, de oudst bekende pastoor van West-Tilburg. De eerst bekende Norbertijner pastoor was Rutger van Holten, die vermeld werd in 1502. Voor die tijd was West-Tilburg waarschijnlijk vooral een bron van inkomsten voor de abdij. Rutger van Holten heeft een lijst gemaakt van de rechten en verplichtingen van de parochie. In de daaropvolgende jaren werd de band tussen de abdij en de parochie sterker. Er ontstonden banden met Tilburgse families als Back en Mutsaers. Met name Dionysius Mutsaerts moet hier worden genoemd. Ook Gisbertus Mutsaers (1598-1668) en Nicolaas Mutsaers (1530-1608) bekleedden hoge functies bij de Norbertijnen. Een van de Tilburgse pastoors, Augustinus Wichmans (1596-1661), werd later abt van Tongerlo. De Norbertijnse pastoors trachtten de idealen van de contrareformatie door te voeren in hun parochies. De pastorie van de parochie Tilburg was gevestigd op het landgoed Moerenburg. 
In de jaren na 1629 werd de Heikese kerk regelmatig door de hervormden opgeëist en in 1633 gebeurde dit gewapenderhand. Doch daarna was de situatie nog jarenlang onduidelijk, totdat het retorsie-plakkaat een definitief einde aan de uitoefening der katholieke eredienst in de kerk betekende. In 1648 werd de kerk door de hervormden gevorderd, en in 1650 betrokken de katholieken een grenskerk te Steenvoort, dat behoorde bij Poppel. Later werd de mis opgedragen in de bijgebouwen van het Kasteel van Tilburg. 
In  1691 verrees er een schuurkerk op 't Heike. In 1715 verrees eveneens een schuurkerk op 't Goirke. In 1718 werd naast de Goirkese kerk de eerste pastorie van Tilburg gebouwd. In 1797 werd de parochie Tilburg gesplitst. De grenskerk bezat onder meer een kelk uit 1665 en een monstrans met opschrift Ecclesia Tilburgensis in Steenvoort anno 1661. De monstrans bevindt zich tegenwoordig in de Goirkese kerk.
De hervormde gemeente was maar klein en niet in staat de Heikese kerk naar behoren te onderhouden. Ze werd daarom deels als raadhuis gebruikt en bevatte onder meer de brandspuit, een raadskamer en een secretarie. De toren had een openbare functie en in 1654 heeft men van gemeentewege een klok laten gieten. In de toren was een cachot. De seculiere functies werden tot 1811 uitgeoefend; de toren bleef tot 1894 gemeentebezit. De kerk werd in 1823 weer aan de katholieken overgedragen. 

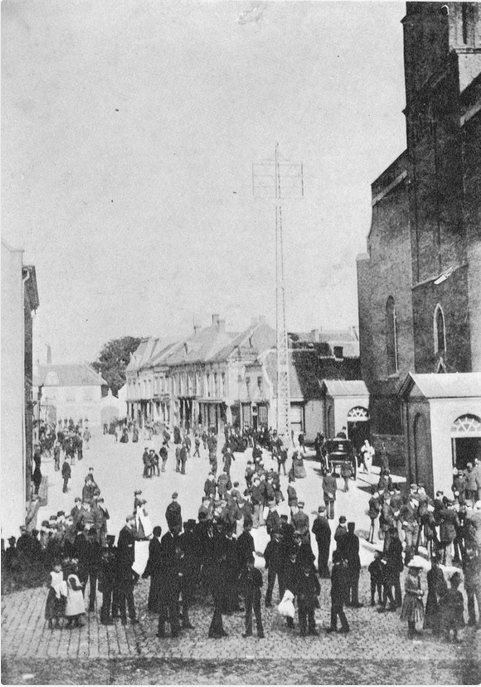
Oude Markt omstreeks 1890, rechts de westgevel van de Heikese Kerk, nog zonder neogotische verbouwing

In 1801 werden de rechten van de Abdij van Tongerlo op het patronaat van de Tilburgse parochies door de apostolisch vicaris van 's-Hertogenbosch als vervallen beschouwd. Op 24 april 1832 stierf de laatste Norbertijner pastoor in de persoon van Evermodus Duchamps. Hij werd opgevolgd door Joannes Zwijsen die in 1853 aartsbisschop van Utrecht werd. Ook de latere bisschop van 's-Hertogenbosch, Wilhelmus Marinus Bekkers, is in 1956 nog pastoor van de Heikese parochie geweest.

## Gebouw
Omtrent de voorgangers van de huidige kerk is weinig bekend. Vermoedelijk bestond er een romaans zaalkerkje. In 1430 begon men met de bouw van een grotere, gotische, kerk. Deze werd in 1483 ingewijd. Daarna is er waarschijnlijk nog een brand geweest, maar de kerk werd hersteld. Ze had naast het hoofdaltaar vermoedelijk twaalf bij-altaren voor personen of broederschappen, waaraan een beneficie was verbonden. In 1576 waren er weliswaar beeldenstormers actief in de kerk, maar de reformatie kreeg in Tilburg geen noemenswaardige voet aan de grond. In 1577 werd het archief, dat zich in de kerk bevond, door soldaten vernield. Op 15 april 1595 brandde de kerk af door krijgshandelingen tijdens de Tachtigjarige Oorlog in verband met de verovering van Breda door Prins Maurits. Ze werd herbouwd en in 1619 opnieuw ingewijd. Het uiterlijk van deze kerk is bekend, aangezien ze op diverse afbeeldingen voorkomt.
De "paapsche" voorwerpen werden in 1648 uit de kerk verwijderd en enkele daarvan zullen in de schuurkerken terecht zijn gekomen. Een doopvont uit 1590 bevindt zich tegenwoordig in de Goirkese kerk en twee 15e-eeuwse gotische kandelaars bevinden zich in het Museum voor Religieuze Kunst te Uden.
In 1827 werd er een neoclassicistisch front toegevoegd en enige tijd later werd de kerk gesloopt en herbouwd als neoclassicistische hallenkerk. Het betrof een zogenoemde waterstaatskerk. In 1838 werd deze kerk ingewijd. De toren, nog afkomstig van de gotische kerk, werd in 1895 ingrijpend gerestaureerd en lijkt daardoor van veel jongere datum te zijn, aangezien hij toen ommanteld is met nieuwere steen. De neoclassicistische voorgevel werd toen vervangen door een meer monumentaal exemplaar in neogotische stijl, ontworpen door C.F. van Hoof. De hoofdingang heeft een beeld van Dionysius, vervaardigd door Piet van Tielraden.

## Interieur
De kerk bezit twee 15e-eeuwse kandelaars en een schilderstuk uit de 17e eeuw, voorstellende Johannes in disco. Deze kunstwerken dateren van vóór 1632.
Een tazza en een kelk uit 1665 zijn afkomstig uit de grenskerk te Steenvoort. Ze zijn uitgevoerd in een sobere barokstijl. Een beeld van de Heilige Norbertus in Zuid-Nederlandse barokstijl is mogelijk uit de schuurkerkperiode afkomstig. Een ciborie uit 1700 en een monstrans uit 1715 zijn uitgevoerd in een veel uitbundiger barokke stijl. Dan is er het in Antwerpen vervaardigde zilveren missaalbeslag uit 1777, een eveneens uit de schuurkerk afkomstig orgel, in 1776 voor de Abdij van Rosendael te Mechelen vervaardigde Van Peteghem-orgel. Dit werd in 1803 aangekocht voor de schuurkerk. Het hoogaltaar, vervaardigd omstreeks 1700 door Willem Kerricx, werd in 1821 aangekocht en was afkomstig uit de Sint-Walburgiskerk te Antwerpen.
In de 19e eeuw werd het interieur verder verfraaid, onder meer met twee schilderijen, in 1829 geschonken door de textielfabrikant Thomas van Dooren en afkomstig uit het Bisschoppelijk paleis te Parijs. Vele schenkingen volgden, waarbij tal van vermogende families een rol speelden.

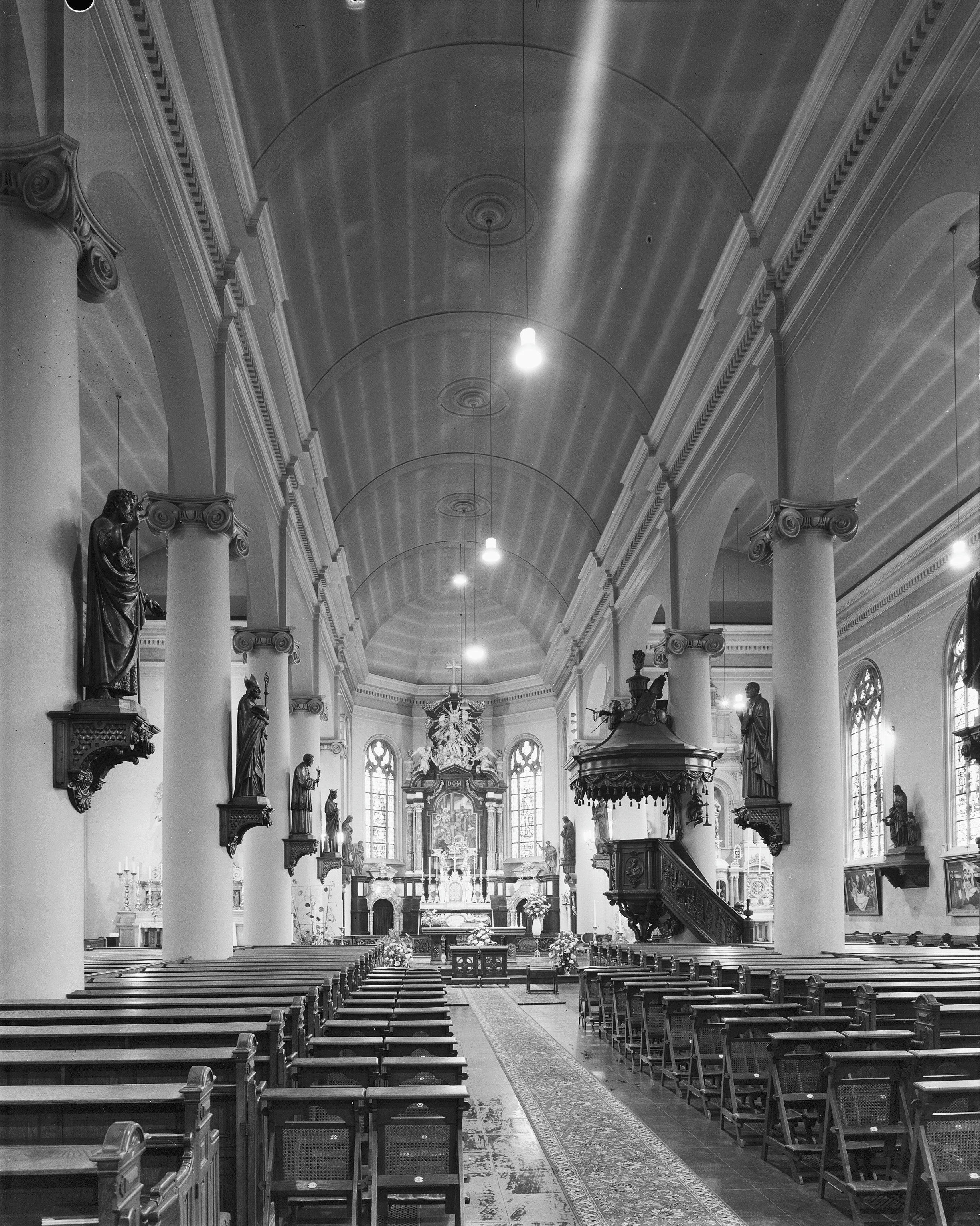
Z/w fotos 1969
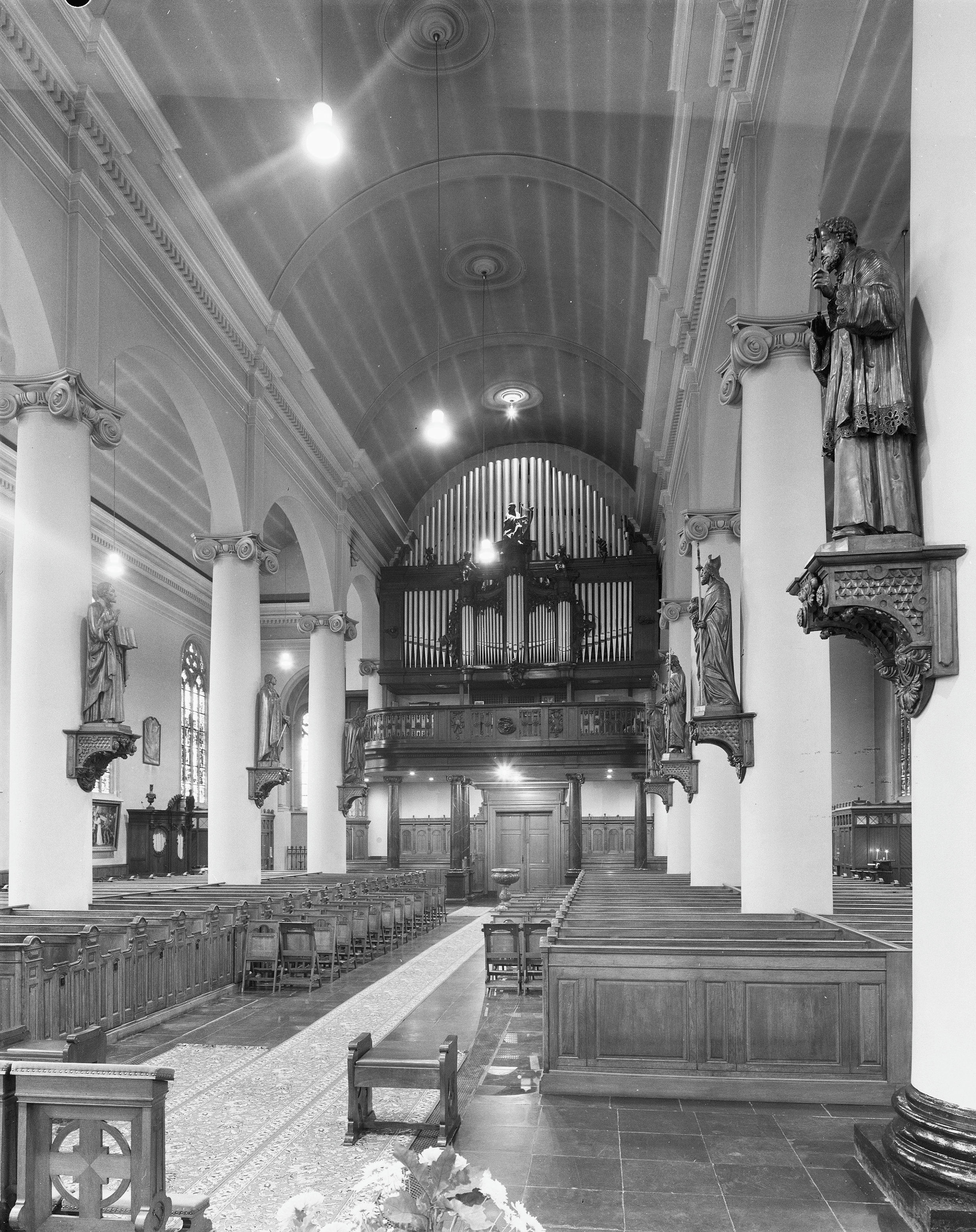
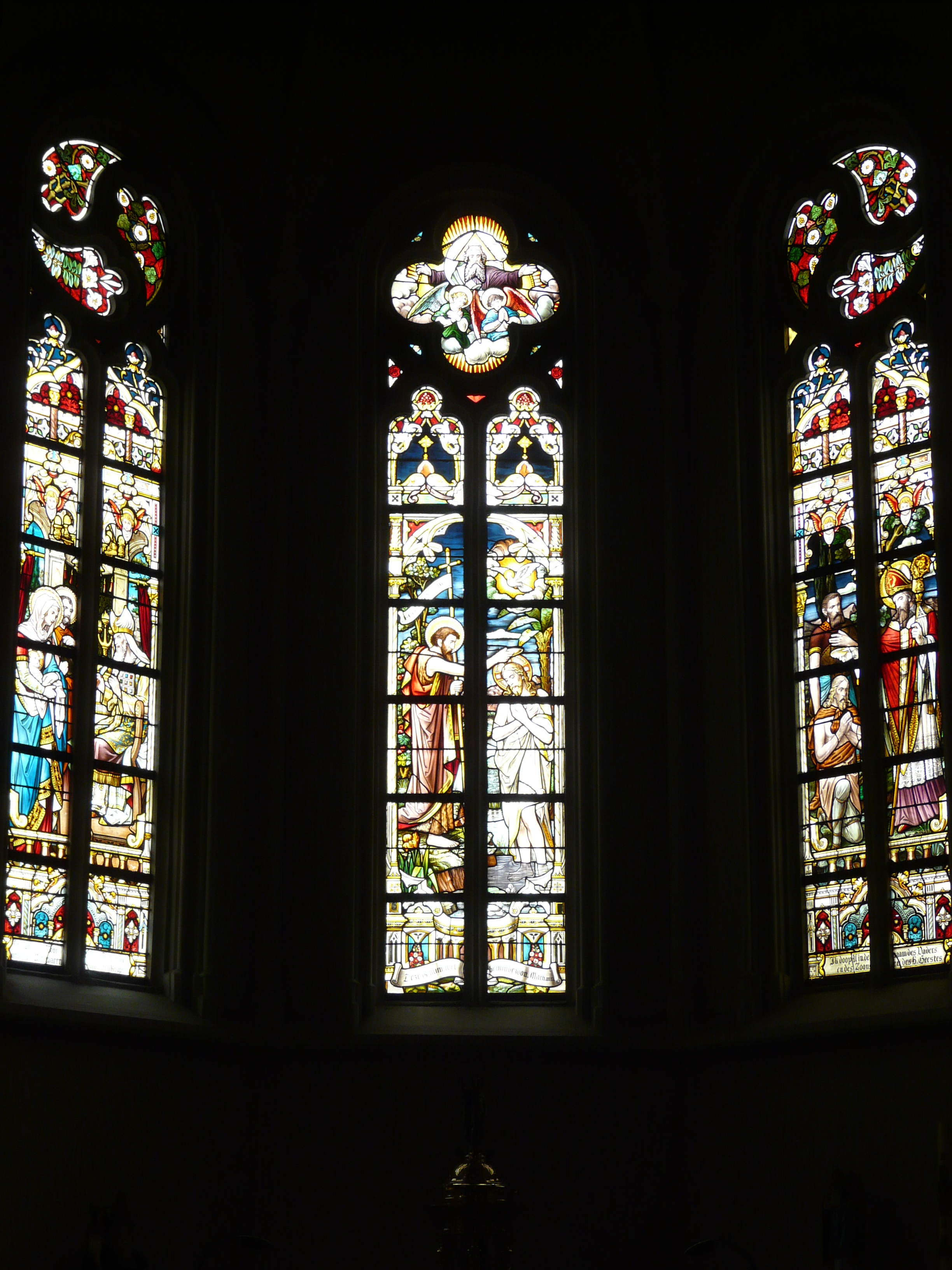
Kleurfotos 2009
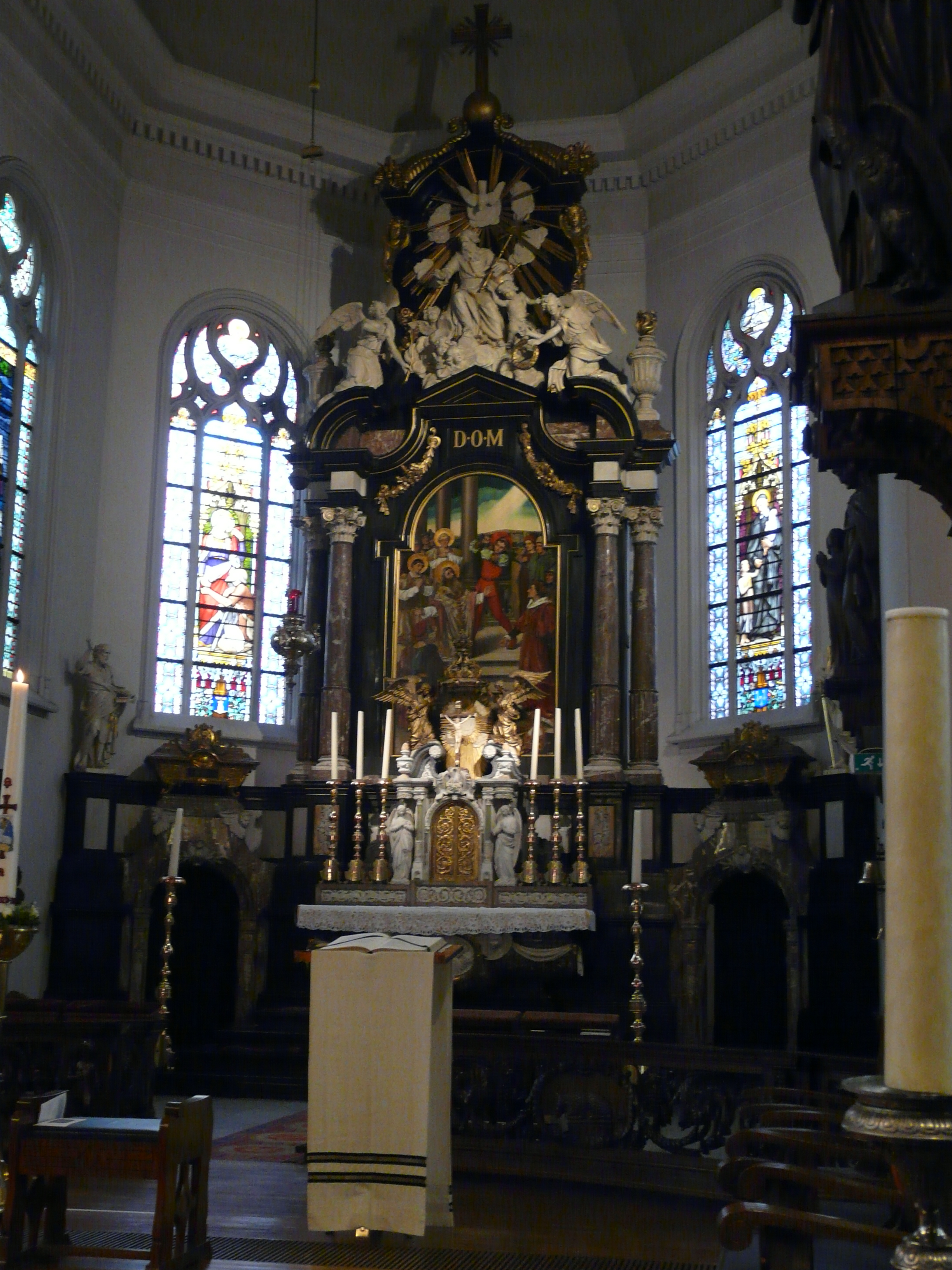
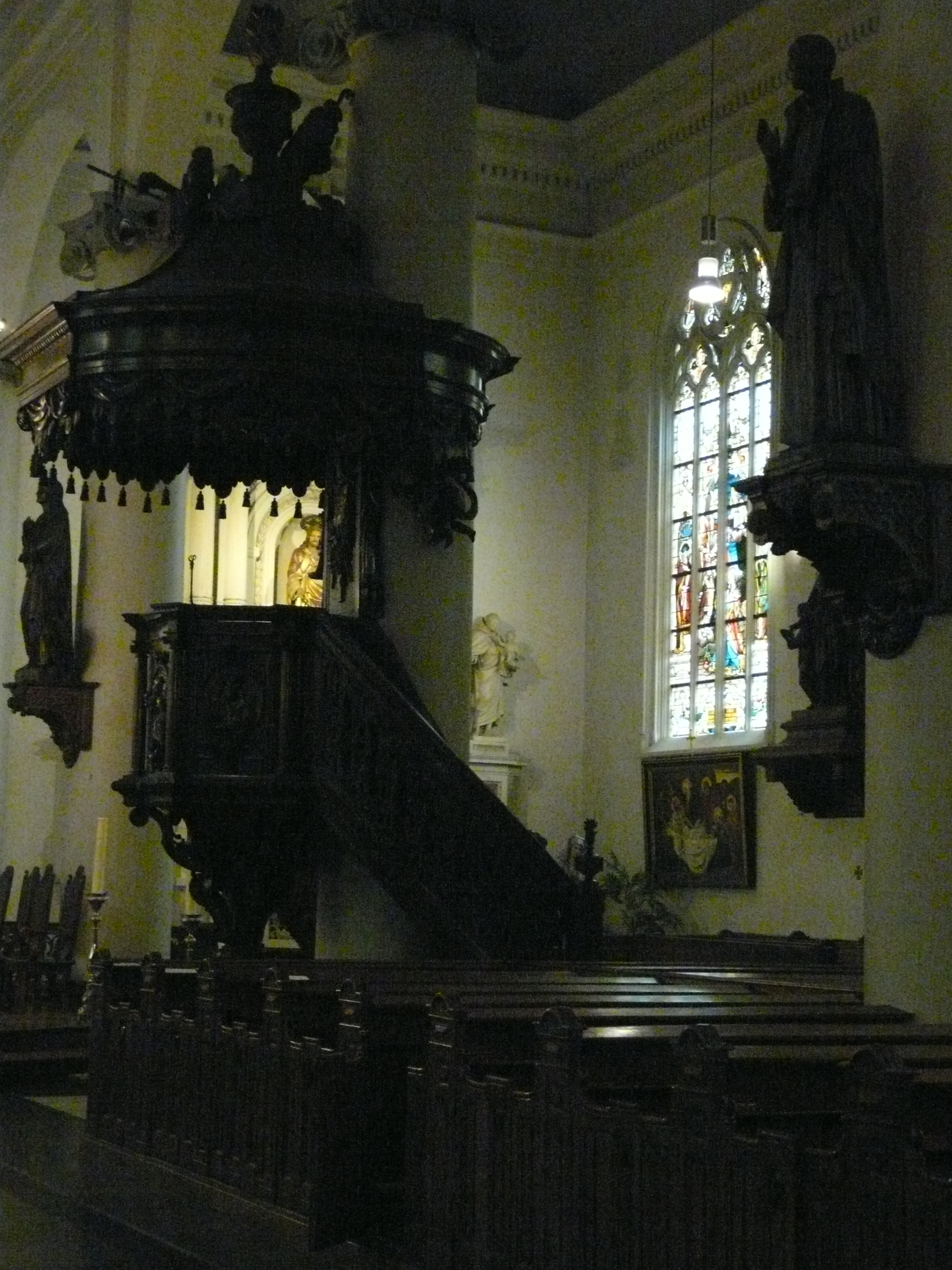
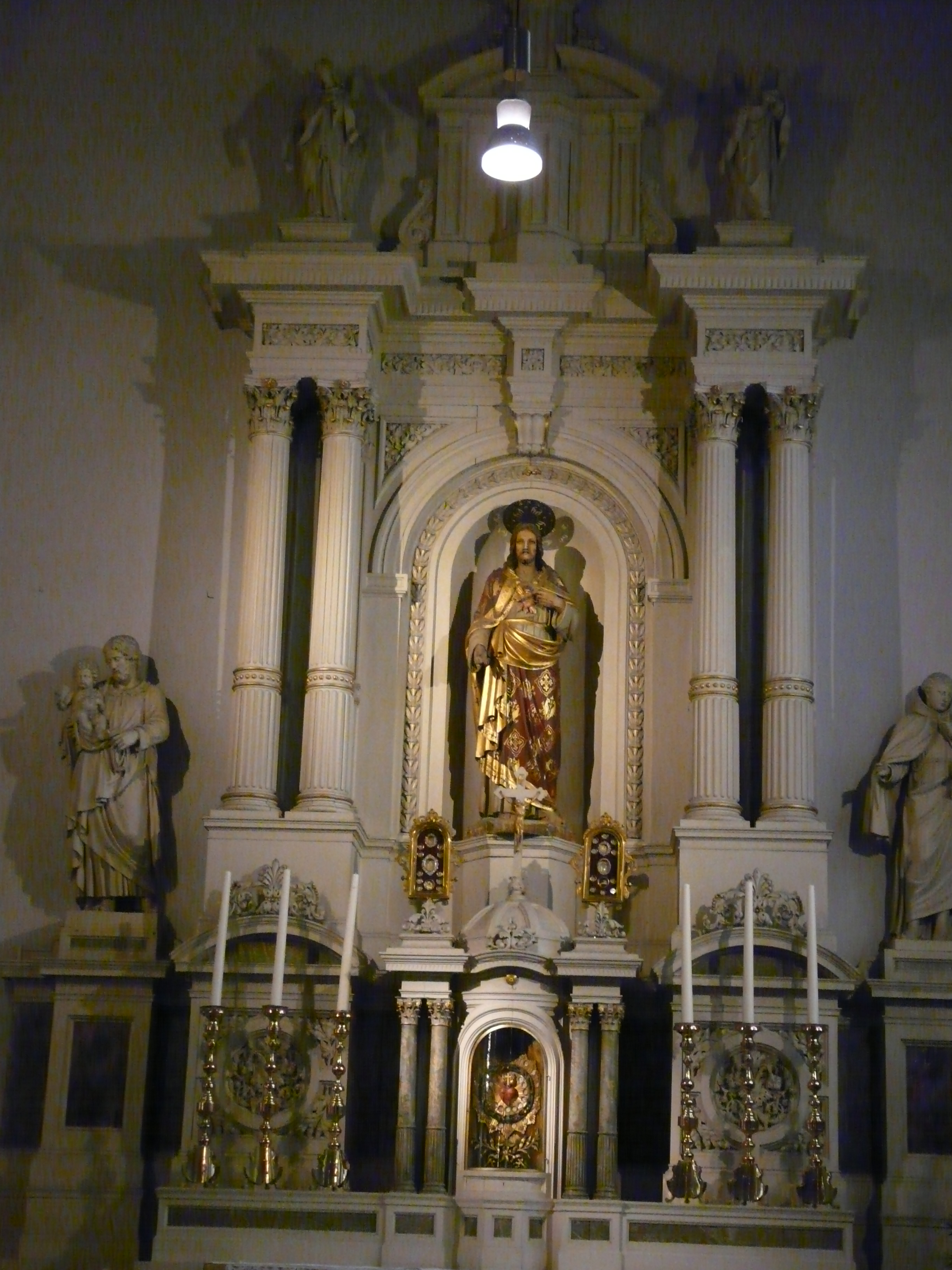
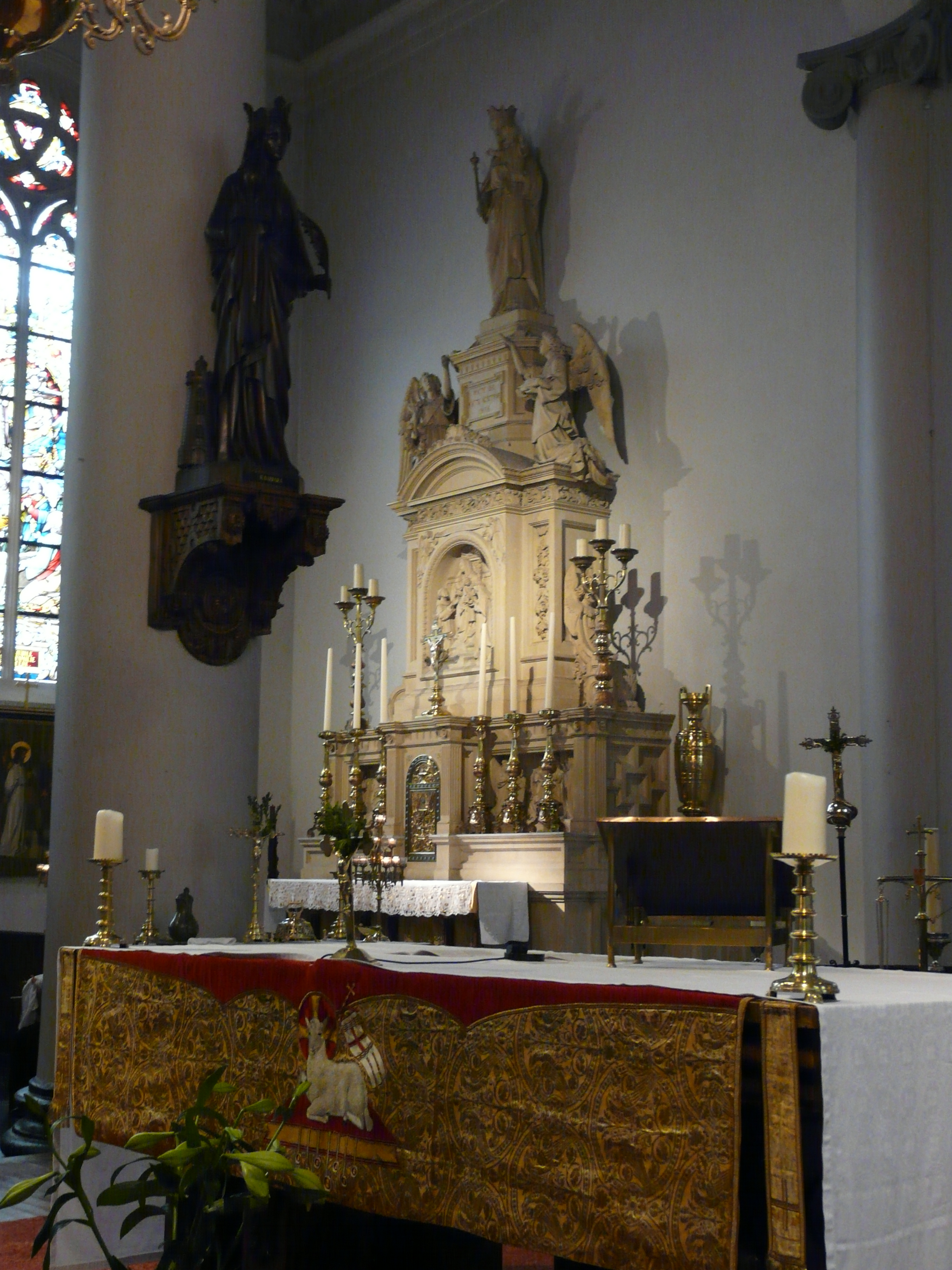
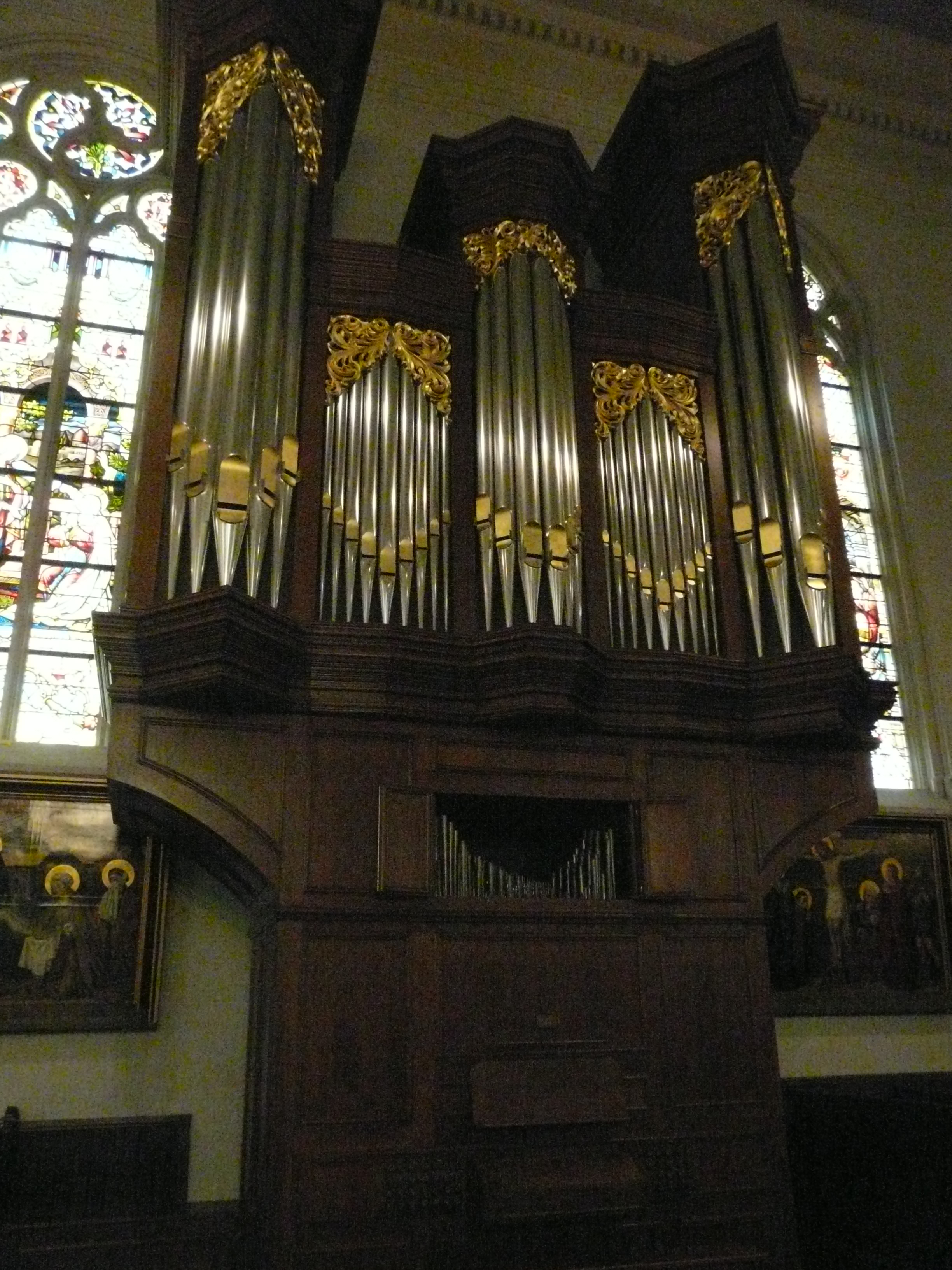
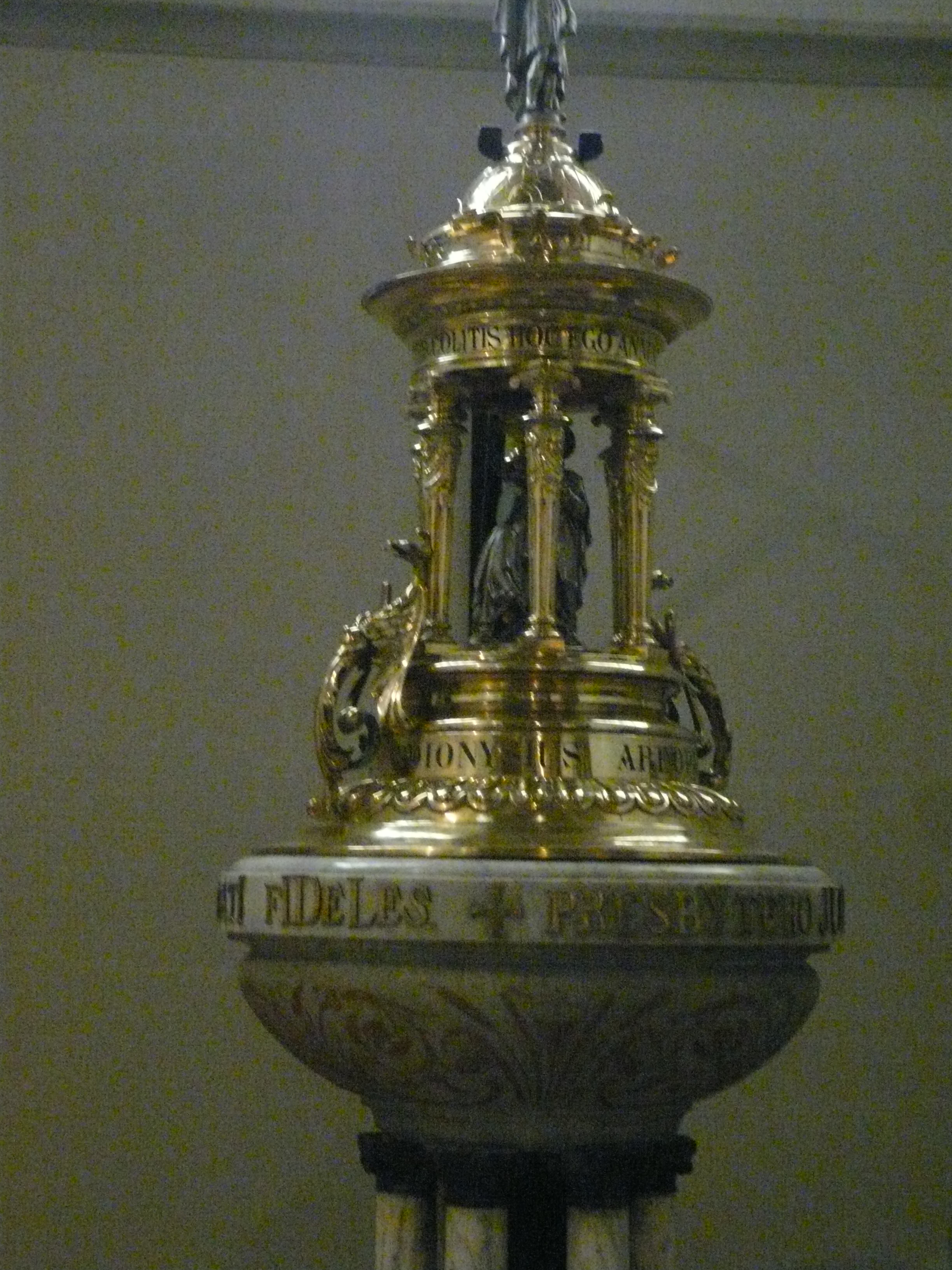